# Courtivron
Courtivron este o comună în departamentul Côte-d'Or, Franța. În 2009 avea o populație de 192 de locuitori.

## Evoluția populației
| An        | 1975 | 1982 | 1990 | 1999 | 2006 | 2009 |
| --------- | ---- | ---- | ---- | ---- | ---- | ---- |
| Populație | 120  | 152  | 143  | 163  | 169  | 192  |